# Міхал Білек
Мі́хал Бі́лек (чеськ. Michal Bílek; нар. 13 квітня 1965 року, Прага, Чехословаччина) — чеський футбольний тренер, у минулому — футболіст. Протягом 2009—2013 років був наставником збірної Чехії. З 2021 року очолює тренерський штаб команди «Вікторія» (Пльзень).

## Клубна кар'єра
Народився 13 квітня 1965 року в місті Прага. Вихованець футбольної школи клубу «Спарта» (Прага). Дорослу футбольну кар'єру розпочав 1982 року в основній команді того ж клубу, в якій провів один сезон, взявши участь у 13 матчах чемпіонату. 
Протягом 1984—1985 років захищав кольори клубу «Уніон», після чого повернувся до празької «Спарти», за які відіграв наступні чотири сезони своєї ігрової кар'єри. Більшість часу, проведеного у складі «Спарти», був основним гравцем команди, яка у ці роки чотири рази поспіль ставала чемпіоном Чехословаччини.
Згодом з 1990 по 1998 рік грав у складі команд «Реал Бетіс», «Спарта» (Прага) і «Вікторія» (Жижков). Протягом цих років виборов у складі «Спарти» свій п'ятий титул чемпіона Чехословаччини, а згодом двічі ставав чемпіоном Чехії.
Завершував ігрову кар'єру у команді «Тепліце», за яку виступав протягом 1998—2000 років.

## Виступи за збірні
1987 року дебютував в офіційних матчах у складі національної збірної Чехословаччини.
У складі збірної був учасником чемпіонату світу 1990 року в Італії.
Загалом протягом кар'єри у національній команді, яка тривала 6 років, провів у її формі 35 матчів, забивши 11 голів.

## Кар'єра тренера
Розпочав тренерську кар'єру невдовзі по завершенні кар'єри гравця, 2001 року, очоливши тренерський штаб свого останнього клубу «Тепліце», де працював протягом 2001 року.
Згодом протягом 2000-х тренував низку чеських і іноземних клубних команд, а 2009 року був запрошений очолити тренерський штаб збірної Чехії. Під його керівництвом команда кваліфікувалася на Євро-2012, де на груповому етапі здобула дві перемоги і посіла перше місце у своїй групі, проте на стадії плей-оф вже на етапі чвертьфіналів припинила боротьбу, поступившись португальцям. Залишив національну команду 2013 року.
Протягом частини 2014 року був головним тренером тбіліського «Динамо», після чого повернувся на батьківщину, де тренував «Височину» та «Фастав» (Злін).
У 2019–2020 роках знову працював за кордоном, цього разу у Казахстані із національною збірною, а згодом — із провідною клубною командою, «Астаною».
2021 року знову повернувся на батьківщину, де очолив тренерський штаб команди «Вікторія» (Пльзень).

## Титули і досягнення
Гравець
- Чемпіон Чехословаччини (5):

Спарта (Прага): 1986-87, 1987-88, 1988-89, 1989-90, 1992-93
- Володар Кубка Чехословаччини (2):

Спарта (Прага): 1987-88, 1988-89
- Володар Кубка Чехії (1):

Вікторія Жижков: 1993-94
- Чемпіон Чехії (2):

Спарта (Прага): 1996-97, 1997-98
Тренер
- Чемпіон Чехії (2):

Спарта (Прага): 2006-07
«Вікторія» (Пльзень): 2021-22
- Володар Кубка Чехії (2):

Спарта (Прага): 2006-07, 2007-08
- Володар Суперкубка Казахстану (1):

Астана: 2020